# Scienza delle finanze
La scienza delle finanze è la branca dell'economia che studia l'attività finanziaria pubblica. L'attività finanziaria pubblica è l'attività svolta dallo Stato e dagli enti pubblici per acquisire, gestire e impiegare i mezzi occorrenti per soddisfare i fini di pubblico interesse. Si concretizza quindi nella gestione dei mezzi finanziari che affluiscono alla pubblica amministrazione (entrate pubbliche) e che vengono da essa erogati per il conseguimento delle finalità programmate (spese pubbliche).

## Descrizione
È evidente in ogni caso l'interferenza con altre discipline, anche di natura non economica, quali la politica economica, la politica e l'economia tributaria, il diritto tributario, la finanza pubblica, la contabilità pubblica, l'economia della pubblica amministrazione. La portata generale che ha da sempre caratterizzato questa scienza - nata quando ancora non esistevano le discipline più specialistiche che abbiamo sopra elencato - ha sollecitato in tempi recenti una sua ridefinizione, con espressioni di provenienza anglosassone come Economia pubblica o Economia del settore pubblico (Public Sector Economics).
Si suole suddividere la scienza delle finanze nei seguenti ambiti:
- l'economia del benessere, che si occupa delle scelte pubbliche e degli obiettivi di efficienza allocativa e di redistribuzione che orientano tali scelte;
- lo studio degli aspetti formali (bilancio dello stato ecc. che tuttavia formano ormai oggetto di approfondimento in altre discipline);
- la teoria economica dell'imposizione fiscale con la disamina dei fini fiscali ed extrafiscali perseguiti con i tributi e degli effetti che essi generano sulle scelte dei contribuenti;
- l'analisi dei principali settori di spesa pubblica (in part. pensioni, sanità, istruzione) che connotano l'attività della pubblica amministrazione;
- cenni sull'autonomia finanziaria degli enti locali e sul funzionamento del sistema tributario, nei suoi aspetti tecnico-operativi.

### Presupposti
La finanza pubblica si articola in una serie di scelte, tutte collegate fra di loro. Esse possono essere compiute in virtù del potere d'imperio dello Stato, ovvero della potestà di obbligare i cittadini a tenere un determinato comportamento. Relativamente alla scienza delle finanze, essa si divide in:
- Potestà impositiva, cioè il potere di acquisire coattivamente ricchezza prelevandola ai privati;
- Potestà finanziaria, ovvero il potere di decidere come la ricchezza disponibile debba essere impiegata.

### Importanza
L'imposizione di imposte sui redditi delle persone fisiche e giuridiche, sui consumi (IVA), su specifiche produzioni di beni e servizi (si pensi alle accise sui carburanti) nonché di tasse a carico dei soggetti che beneficiano di un dato servizio, necessarie allo Stato per la copertura della spesa pubblica, influenzano a loro volta l'economia sia sul piano macroeconomico, modificando variabili macroeconomiche quali consumi, risparmi e investimenti, sia dal punto di vista microeconomico, modificando le scelte individuali. Inoltre si modificano le scelte di spesa della pubblica amministrazione, alla quale affluiscono tasse e imposte.
La scienza delle finanze è una disciplina giuridico-economica che spesso viene studiata insieme al diritto finanziario, per affinità di contenuti.

### Rapporti con altre discipline
La scienza delle finanze in molti casi si è trovata ad influenzare il diritto, tanto che molti dei concetti teorizzati sono stati trasposti in norme giuridiche. A sua volta il diritto ha influenzato la scienza delle finanze, mediante la creazione di nuove norme tributarie vincolanti.
La branca del diritto che studia l'attività finanziaria pubblica è il diritto finanziario.
All'interno del diritto finanziario, le norme che regolamentano i tributi formano il diritto tributario.

### Dimensioni ed effetti della finanza pubblica
Nei sistemi economici liberisti, allo Stato si chiede di garantire solo i servizi pubblici essenziali (che per Adam Smith sono: giustizia, difesa, opere pubbliche). Se ne deduce che secondo questa corrente di pensiero l'intervento dello Stato nell'economia debba essere ridotto al minimo. La finanza pubblica dunque non deve intervenire nel sistema economico: si delinea in questo modo il concetto di finanza neutrale.
A partire dalla crisi del 1929, con l'affermarsi delle ideologie keynesiane, la finanza pubblica viene vista come un modo per regolare e disciplinare il sistema economico: essa è un mezzo per raggiungere obiettivi fissati in sede politica e dunque il ruolo dello Stato diviene sempre più centrale. La finanza, da neutrale, passa ad essere funzionale.
Attualmente, nei sistemi economici moderni, la finanza pubblica rappresenta fra il 30% ed il 50% del Prodotto Interno Lordo.

### Le ragioni dell'intervento pubblico
La scienza delle finanze giustifica l'intervento pubblico nell'economia per due principali motivi, correlati ai due teoremi dell'economia del benessere:
- Ragioni efficientistiche: Secondo il primo teorema dell'economia del benessere, il mercato, senza intervento statale, può garantire un equilibrio di ottimo paretiano se sono soddisfatte quattro condizioni:
  - Presenza di una concorrenza perfetta, tutte le imprese accettano il prezzo come un dato; inoltre è esclusa la presenza di rendimenti crescenti di scala (Monopolio naturale)
  - Assenza di beni pubblici, caratterizzati da non escludibilità e non rivalità
  - Assenza di esternalità, ogni interazione tra gli agenti passa attraverso il sistema dei prezzi del mercato
  - Presenza di una informazione completa (assenza di asimmetrie informative)

Poiché queste condizioni risultano, nei fatti, molto difficili da ottenere, lo Stato svolge una funzione allocativa, correggendo quando necessario la distribuzione delle risorse.
- Ragioni di equità: Il secondo teorema dell'economia del benessere stabilisce che qualunque allocazione di risorse ottimo paretiana può essere ottenuta con il meccanismo di mercato previa opportuna distribuzione iniziale delle risorse stesse. Lo Stato svolge quindi una funzione redistributiva del reddito utilizzando come criteri guida i giudizi di valore prevalenti.

### Il problema del free rider
Nei problemi di scelta collettiva viene dedicata una particolare importanza al problema del free rider (dal nome di colui che prende l'autobus senza pagarne il biglietto). Questo problema deriva dal fatto che i beni pubblici sono spesso caratterizzati da problemi di non rivalità e non escludibilità. Nel prendere una decisione sul costruire un ponte o sull'acquisto di un televisore da parte di coinquilini, può accadere che alcuni considerino la decisione molto più importante (assegnino una utilità maggiore); questo problema fa sì che alcuni possano pagare il prezzo del bene pubblico anche quando altri (i free-rider) ne traggono beneficio.

### La giustizia tributaria secondo la Costituzione italiana
Il prelievo fiscale deve attenersi ad alcuni principi che, teorizzati in precedenza dalla scienza finanziaria trovano fondamento nella Costituzione della Repubblica Italiana, vale a dire:
- Il principio della solidarietà economica e sociale (art. 2). L'appartenenza alla comunità statale impone a ciascun consociato "l'adempimento dei doveri inderogabili di solidarietà politica, economica e sociale";
- Il principio della riserva di legge (art. 23), secondo cui l'imposizione tributaria compete solamente agli organi titolari, per legge, del potere impositivo (il Parlamento, che esercita la funzione legislativa, ma anche il Governo, che emana decreti legislativi e decreti-legge). In materia tributaria, accade sovente che il potere impositivo sia delegato ad enti territoriali, quali Province, Regioni e Comuni;
- Il principio della capacità contributiva (art. 53), per il quale "tutti sono tenuti a concorrere alle spese pubbliche in ragione della loro capacità contributiva". Lo stesso art. 53 specifica, in seguito, che "il sistema tributario è informato a criteri di progressività".

### Tasse e tariffe
A differenza delle imposte, le tasse e le tariffe rappresentano il pagamento di servizi pubblici da parte di chi se ne serve, secondo il cosiddetto principio del "beneficio", che si contrappone al criterio della capacità contributiva.
Si tratta di servizi pubblici riferibili ad un singolo utente e vengono chiamati servizi divisibili: si pensi al trasporto pubblico, sanità ecc., diversi dai servizi indivisibili, riconducibili alla parte della spesa pubblica notoriamente indivisibile come quella per le forze dell'ordine, le forze armate, la magistratura e altro.
Le tasse sono tributi, mentre le tariffe costituiscono, in base ad una distinzione giuridica, corrispettivi di diritto privato.

### Massimizzazione del benessere della collettività
Come si massimizza il benessere della collettività? Vi sono in proposito diverse teorie economiche.
La teoria di Pareto sostiene che il benessere aumenta se aumenta l'utilità dei beni di un individuo senza diminuire quella degli altri soggetti. In una economia perfettamente concorrenziale, si realizza una efficiente allocazione delle risorse e pertanto la politica redistributiva non può essere giudicata migliore o peggiore di altre, ma solo diversa.
Inoltre, nell'equilibrio di concorrenza perfetta, lo Stato deve intervenire solo in caso di:
- "fallimento del mercato", cioè se manca la concorrenza perfetta o i rendimenti di scala. I rendimenti di scala mancano quando, aumentando i fattori produttivi, non si aumenta in proporzione la quantità prodotta di beni perché vi sono "diseconomie di scala" che aprono le porte alla concentrazione produttiva ed ai monopoli.
- "fenomeni di esternalità", cioè diseconomie esterne (si pensi a due terreni contigui, uno adibito a frutteto, l'altro ospitante una fabbrica con le ciminiere) o economie esterne (si pensi a due terreni contigui, uno adibito a frutteto, l'altro ad apicoltura).
- presenza di beni pubblici, che non sono convenienti perché non è possibile escludere dal loro godimento chi non paga.
- presenza di "asimmetria nelle informazioni", che elide la trasparenza dei mercati in quanto le informazioni, come tutti gli altri beni, sono costose.

Le teorie volontaristiche si contrappongono alla teoria di Pareto ma hanno un punto in comune: entrambe sostengono che in una economia di mercato devono avvenire gli scambi. Ma, mentre per Pareto lo scambio è basato su un regime di coazione, per le teorie volontaristiche il fenomeno finanziario si svolge su basi volontaristiche e va analizzato in termini di utilità e costo marginale.